# D-Day (jeu vidéo, 1994)
D-Day: The Beginning of the End est un jeu vidéo de type wargame développé et publié par Impressions Games en 1994 sur PC. Développé par Edward Grabowski, il constitue le premier volet d’une série de wargames se déroulant à l’époque moderne. Il se déroule pendant la Seconde Guerre mondiale et permet au joueur de gérer de nombreux aspects des affrontements, dont l’emploi d’ingénieurs pour construire des points, l’établissement d’un quartier général ou la gestion de l’approvisionnement des troupes. Les graphismes du jeu sont en SVGA. Les différentes fenêtres de son interface permettent entre autres de déployer les unités aériennes, de gérer les troupes et d’envahir certains lieux. Le jeu prend en compte le jour et la nuit ainsi que les conditions météorologiques.

## Système de jeu
D-Day est un wargame qui simule le débarquement en Normandie de la Seconde Guerre mondiale. Le joueur peut choisir de commander les Allemands ou les Alliés.  Le jeu se déroule principalement sur une carte, divisée en cases carrées, représentant la France et une partie de l’Angleterre. Seule une portion de cette carte est représentée à l’écran et, pour changer de point de vue, le joueur peut faire défiler l’écran ou cliquer sur une zone de la mini-carte située à droite de l’écran. Du même côté se trouve également une série d’icones qui permettent d’accéder aux options du jeu et aux différentes commandes. Le conflit implique des unités terrestres, mais aussi les barges de débarquement, les navires et l’aviation, qui décollent d’Angleterre. Chacun leur tour, les joueurs déplacent leurs unités grâce à des points de mouvement. Les combats sont résolus automatiquement ou lors d’une phase tactique spécifique, utilisant le  Miniature System d’Impressions Games. L’écran affiche alors le champ de bataille en 3D isométrique sur lequel les joueurs déplacent leurs unités en temps réel. 

## Accueil
| D-Day                 |      |       |
| Média                 | Pays | Notes |
| Amiga Concept         | FR   | 83 %  |
| Computer Gaming World | US   | 3/5   |
| Gen4                  | FR   | 84 %  |
| Joystick              | FR   | 85 %  |
| PC Gamer UK           | GB   | 88 %  |